# Gare de Notre-Dame-de-Briançon
Gare de Notre-Dame-de-Briançon – przystanek kolejowy w La Léchère, w departamencie Sabaudia, w regionie Owernia-Rodan-Alpy, we Francji.
Jest przystankiem kolejowym Société nationale des chemins de fer français (SNCF), obsługiwaną przez pociągi TER Rhône-Alpes.

## Położenie
Znajduje się na wysokości 425 m n.p.m., na km 43,604 linii Saint-Pierre-d’Albigny – Bourg-Saint-Maurice, pomiędzy stacjami Albertville i Moûtiers - Salins - Brides-les-Bains.